# 馬斯吉德蘇萊曼
馬斯吉德蘇萊曼（波斯語：‎）是伊朗的城市，位於該國西南部札格羅斯山脈地區，由胡齊斯坦省負責管轄，距離舒什塔爾40公里，始建於100年前，海拔高度372米，2012年人口116,437。